# Tweede klasse 1959-60 (voetbal België)
Het seizoen 1959/60 van de Belgische Tweede Klasse ging van start op 6 september 1959 en eindigde op 8 mei 1960. De competitie werd gewonnen door KFC Diest.

## Gedegradeerde teams
Deze teams waren gedegradeerd uit de Eerste Klasse voor de start van het seizoen:
- R. Tilleur FC
- RRC Tournai

## Gepromoveerde teams
Deze teams promoveerden uit de Derde Klasse:
- R. Racing Club de Bruxelles (kampioen in Derde Klasse A)
- K. Olse Merksem SC (kampioen in Derde Klasse B)

## Promoverende teams
Deze teams promoveerden naar Eerste Klasse op het eind van het seizoen:
- KSC Eendracht Aalst (kampioen)
- Patro Eisden (winnaar eindronde)

## Degraderende teams
Deze teams degradeerden naar Derde Klasse op het eind van het seizoen:
- KRC Mechelen
- RFC Sérésien

## Eindstand
|   |    |                             | P  | W  | G  | V  | +  | -  | DS  | Ptn |
| - | -- | --------------------------- | -- | -- | -- | -- | -- | -- | --- | --- |
| K | 1  | KSC Eendracht Aalst         | 30 | 18 | 7  | 5  | 62 | 38 | 24  | 43  |
| E | 2  | Patro Eisden                | 30 | 17 | 5  | 8  | 59 | 32 | 27  | 39  |
| E | 3  | RCS Brugeois                | 30 | 17 | 5  | 8  | 52 | 36 | 16  | 39  |
|   | 4  | K. Olse Merksem SC          | 30 | 15 | 6  | 9  | 46 | 48 | -2  | 36  |
|   | 5  | KV Mechelen                 | 30 | 13 | 8  | 9  | 48 | 35 | 13  | 34  |
|   | 6  | Koninklijke Lyra            | 30 | 13 | 5  | 12 | 50 | 49 | 1   | 31  |
|   | 7  | KFC Diest                   | 30 | 15 | 1  | 14 | 50 | 50 | 0   | 31  |
|   | 8  | R. Racing Club de Bruxelles | 30 | 11 | 8  | 11 | 49 | 44 | 5   | 30  |
|   | 9  | R. Charleroi SC             | 30 | 11 | 7  | 12 | 36 | 46 | -10 | 29  |
|   | 10 | K. Sint-Niklase SK          | 30 | 9  | 10 | 11 | 53 | 47 | 6   | 28  |
|   | 11 | K. Kortrijk Sport           | 30 | 11 | 6  | 13 | 45 | 47 | -2  | 28  |
|   | 12 | R. White Star AC            | 30 | 8  | 9  | 13 | 38 | 45 | -7  | 25  |
|   | 13 | R. Tilleur FC               | 30 | 10 | 4  | 16 | 43 | 57 | -14 | 24  |
| E | 14 | RRC Tournai                 | 30 | 9  | 5  | 16 | 38 | 49 | -11 | 23  |
| E | 15 | KRC Mechelen                | 30 | 9  | 5  | 16 | 32 | 48 | -16 | 23  |
| D | 16 | RFC Sérésien                | 30 | 4  | 9  | 17 | 25 | 55 | -30 | 17  |

## Eindronde voor promotie
Patro Eisden en RCS Brugeois eindigden op een gedeelde tweede plaats. Een barragewedstrijd zou beslissen welke club zou promoveren. 
| Datum      | Wedstrijd                   | Uitslag |
| ---------- | --------------------------- | ------- |
| 15/05/1960 | RCS Brugeois - Patro Eisden | 1-2     |

## Eindronde voor behoud
RRC Tournai en KRC Mechelen eindigden op een gedeelde voorlaatste plaats. Een barragewedstrijd zou beslissen welke club zou degraderen. 
| Datum      | Wedstrijd                  | Uitslag |
| ---------- | -------------------------- | ------- |
| 15/05/1960 | RRC Tournai - KRC Mechelen | 3-1     |

De officiële benamingen van deze competitie luidden achtereenvolgens Bevordering (van 1909 tot 1926), Eerste Afdeling (van 1926 tot 1952), Tweede Klasse (van 1952 tot 2016). 
In 2016 werd de Tweede Klasse opgeheven en vervangen door Eerste klasse B en Eerste klasse Amateurs.
Nationaal voetbal · Regionaal voetbal · Provinciaal voetbal · KBVB · Nationaal voetbalelftal · Nationaal dameselftal
Belgisch nationaal voetbal
Eerste klasse A · Eerste klasse B · Eerste nationale · Beker van België · Belgische Supercup
Super League · Eerste klasse (vrouwen) · Tweede klasse (vrouwen) · Beker van België (vrouwen) · Belgische Supercup (vrouwen)